# 躯体痛苦障碍
躯体痛苦障碍（英語：bodily distress disorder），又称身体不适障碍，是一种以持续存在躯体症状为特征的精神障碍。患者痛苦体验深刻，但识别、诊断和治疗率偏低。受躯体痛苦障碍影响，患者过度关注令其烦恼的症状及后果，因此频繁就医，最终引起个人、家庭、社交、教育、职业及其他重要领域的功能损害。躯体痛苦障碍通常同时存在多种躯体症状，但也有少数情况仅存在一种躯体症状。
躯体痛苦障碍的成因尚不明确，学界有多种假说。